# 安直戦争
安直戦争（あんちょくせんそう，または直皖戦争）は1920年7月14日に勃発した戦争である。中国の北京政府の主導権を巡って華北地方で安徽派の段祺瑞と直隷派の曹錕が戦ったため、「安(徽)直(隷)戦争」と呼ばれる。5日間の戦闘で安徽派は大敗し、段祺瑞の政権は崩壊した。

## 安徽派・直隷派の対立の経緯
1916年の袁世凱の死後、北京政府は段祺瑞率いる安徽派が権勢を振るってきた。傍系にあった馮国璋の直隷派だったが、当初は安徽派・直隷派の関係は険悪ではなく、1917年8月1日に馮国璋が代理大総統に就任した時には段祺瑞を国務総理兼陸軍総長に任命している。
だが、1917年9月に孫文が広東軍政府を組織して中華民国からの独立を宣言すると、その対応で国論が二分する。段祺瑞は孫文が制定した臨時約法を破棄して武力征伐する事を主張し、馮国璋はあくまで平和的解決を主張した。結局段祺瑞は1918年の新国会（安福国会）で多数派工作を行い、気心の知れた徐世昌を大総統に選任して馮国璋を大総統の地位から引きずり下ろした。安徽派と直隷派の対立はここで表面化する。
馮国璋は失脚したまま1919年12月に病死するが、直隷派を継承した曹錕と呉佩孚は反段祺瑞運動を諦めていなかった。1920年4月、直隷派は奉天派と「反段祺瑞連盟」を結成し、この勢いを受けて呉佩孚は5月に衡陽に派遣していた自分の直隷軍を保定に動かして安徽派討伐の準備を整えた。

## 戦争の経過
7月1日、曹錕・呉佩孚は連名で「直隷軍から辺防軍将兵に告ぐ」を発表し、中華民国の混乱の原因を安徽派にあると主張した。これを受けて7月4日に徐世昌は安徽派の徐樹錚を遠威将軍に任命して直隷派に当たらせ、さらに7月9日には段祺瑞は徐世昌に迫って曹錕と呉佩孚の職を解かせた。
7月14日、ついに戦闘が勃発した。直隷軍は「討逆軍」を称して、軍を保定から京漢鉄道に沿って北京に向かう「西側ルート」(西路軍)と、京津鉄道に沿って北上する「東側ルート」（東路軍）の二手に分けて、その主力を西路軍に配置し、呉佩孚を「前線軍総司令 兼 西路軍総指揮」に任命した。
西路軍は京漢鉄道に沿って高碑店・涿州・琉璃河と進軍するが、師団長 曲同豊 率いる定国軍第1師団に撃退され、一旦は高碑店に退いた。また、これを挟撃するべく安徽派の徐樹錚は手勢の西北辺防軍第4独立師団を率いて高碑店の南東にある張荘・蔡村・楊村に進攻した。17日、吳佩孚は高碑店から北進して松林店で安徽派を壊滅させ、そのまま涿州を占領してさらに北京郊外の長辛店に向かって追撃を行った。
また安徽派の徐樹錚は、直隷派を追って天津方面の北倉・李家嘴にまで進攻したが、この時、奉天派の張作霖が直隷派を救援するために関内に大軍を投入した。これによって安直戦争の大勢は決し、安直戦争は安徽派の大敗という結果に終わる。
安直戦争により段祺瑞の政権は崩壊し、天津攻撃を恐れた大日本帝国は鉄道沿線各地に軍兵を配置した。

## 安直戦争後の北京政府
このわずか5日間の戦争で、安徽派は数万とも言われた辺防軍の大半を失い、7月19日には軍事的影響力を失った段祺瑞は辞職に追い込まれる。7月23日、直隷派・奉天派の両派が北京に入京する。両派はすぐに安徽派の政治力の根源である安福国会を解散させ、主要メンバーだった徐樹錚・王揖唐・段芝貴ら10人を指名手配した。徐樹錚は日本に亡命している。安徽派はこの時、事実上崩壊した。
戦後の北京政府は、直隷派と奉天派の連合政権となる。直隷派は、曹錕が直隷省・山東省・河南省の3省の巡閲使に任命され、呉佩孚が副使に任命された。これによって黄河下流域は直隷派の勢力下になった。またこれまで「地方の一軍閥」と見られていた奉天派は、この戦勝を契機に中央政界に進出を果たした。安直戦争後、勝利した直隷派の腐敗が酷かったことや奉天派が分配金に不満を持ったことが奉直戦争に繋がった。